# John Ambler
John Kenneth Ambler (sinh ngày 6 tháng 6 năm 1924 tại Sussex, qua đời ngày 31 tháng 5 năm 2008) là một doanh nhân người Anh đã kết hôn với công chúa Margaretha của Thụy Điển. Cha ông là thuyền trưởng Charles Ambler (1896-1954) và mẹ là Louise Cullen (1895-1980).
công chúa Margaretha và John Ambler đã kết hôn trong nhà thờ Gärdslösa, Öland, vào ngày 30 tháng 6 năm 1964. Cặp đôi này sau đó sống ở Anh, đầu tiên ở Luân Đôn và sau đó Chippinghurst Manor bên ngoài Oxford. Họ có ba người con: Sybilla Louise (sinh ở London, 14 tháng 4 năm 1965), Charles Edward (sinh ở London, 14 tháng 7 năm 1966) và James Patrick (sinh ở Oxford, ngày 10 tháng 6 năm 1967).
Trong nhiều năm John Ambler là một giám đốc của Atlas Express Ltd (trong đó cung cấp trên toàn quốc dịch vụ chuyển phát bưu kiện) và giám đốc điều hành của Atlas Air Express. Vợ chồng ly thân vào năm 1996, nhưng vẫn tiếp tục sống với nhau. Ambler có sức khỏe kém trong 10 năm cuối đời và sông sống trong nhà dưỡng lão ở Oxfordshire.